# Stylonychia
Genre
Stylonychia est un genre de ciliés, dans la sous-classe Hypotrichia. Les espèces de Stylonychia sont très communes dans l'eau douce et le sol, et peuvent être trouvées sur les algues filamenteuses, les films de surface et parmi les particules de sédiments. On peut également trouver des Stylonychia nageant sur et à travers la végétation en décomposition et l'écume des étangs qui flottent dans l'eau. Comme ses parents, Stylonychia a des cils regroupés en membranelles le long de la bouche et des cirres sur le corps.  Il se distingue en partie par de longs cirri à la partie postérieure, généralement un groupe de trois cils. Le plus grand ne peut être vu qu'à un grossissement de 25 fois, et le plus petit à un grossissement de 450 fois. Les membres de ce groupe sont carnivores et sont la proie d'autres protozoaires et bactéries. 

## Description

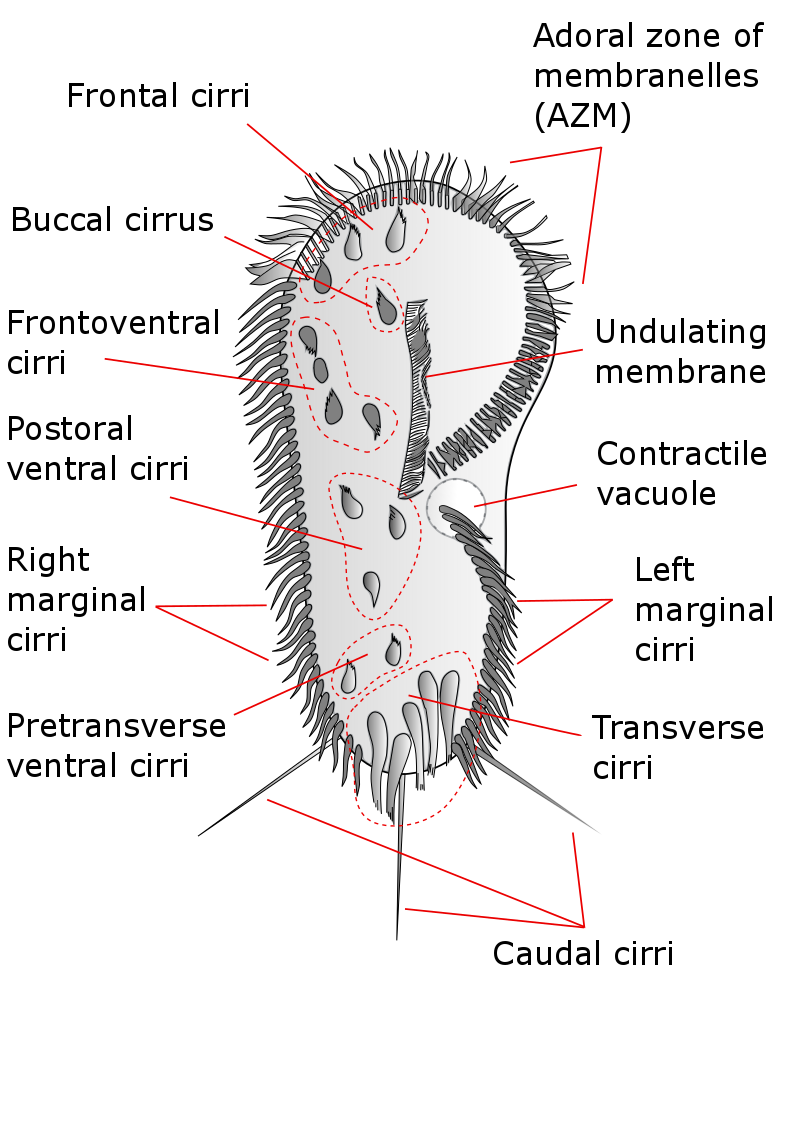
Stylonychia mytilus, avec cirri étiqueté

Stylonychia mytilus, marchant sur ses cirres

Les cellules Stylonychia sont à peu près de forme ovale, inflexibles et aplaties de l'arrière vers l'avant. Les cils de l'organisme sont regroupés en structures appelées «cirri», touffes de cils joints qui fonctionnent ensemble comme une unité. Les cirres sur la surface ventrale de la cellule peuvent fonctionner comme des pattes, permettant à l'organisme de marcher le long de substrats solides, tels que des algues submergées, des feuilles ou des débris. 
Comme d'autres ciliés de la famille des Oxytrichidae, Stylonychia a un groupe proéminent de dix-huit grands cirres sur sa face ventrale, disposés en six groupes plus petits : les cirres frontal, buccal, frontoventral, postoral, prétransversif et transverse. La région autour de la bouche de la cellule ( cytostome ) est partiellement entourée d'une série de cils composés qui constituent la " zone adorale des membranelles ", ou AZM. Cette structure, qui ressemble au col et au revers d'une veste, est principalement utilisée pour faire circuler l'eau et brosser les particules de nourriture dans la bouche des cellules de l'organisme. Sur le côté droit de la zone buccale se trouvent deux "membranes ondulantes", délicates structures en forme d'écharpe constituées de cils soudés. À l' arrière de la cellule se trouvent trois "cirres caudaux" longs et rigides, attachés au corps au bord inférieur de sa face dorsale . 

## Galerie d'images et de vidéos

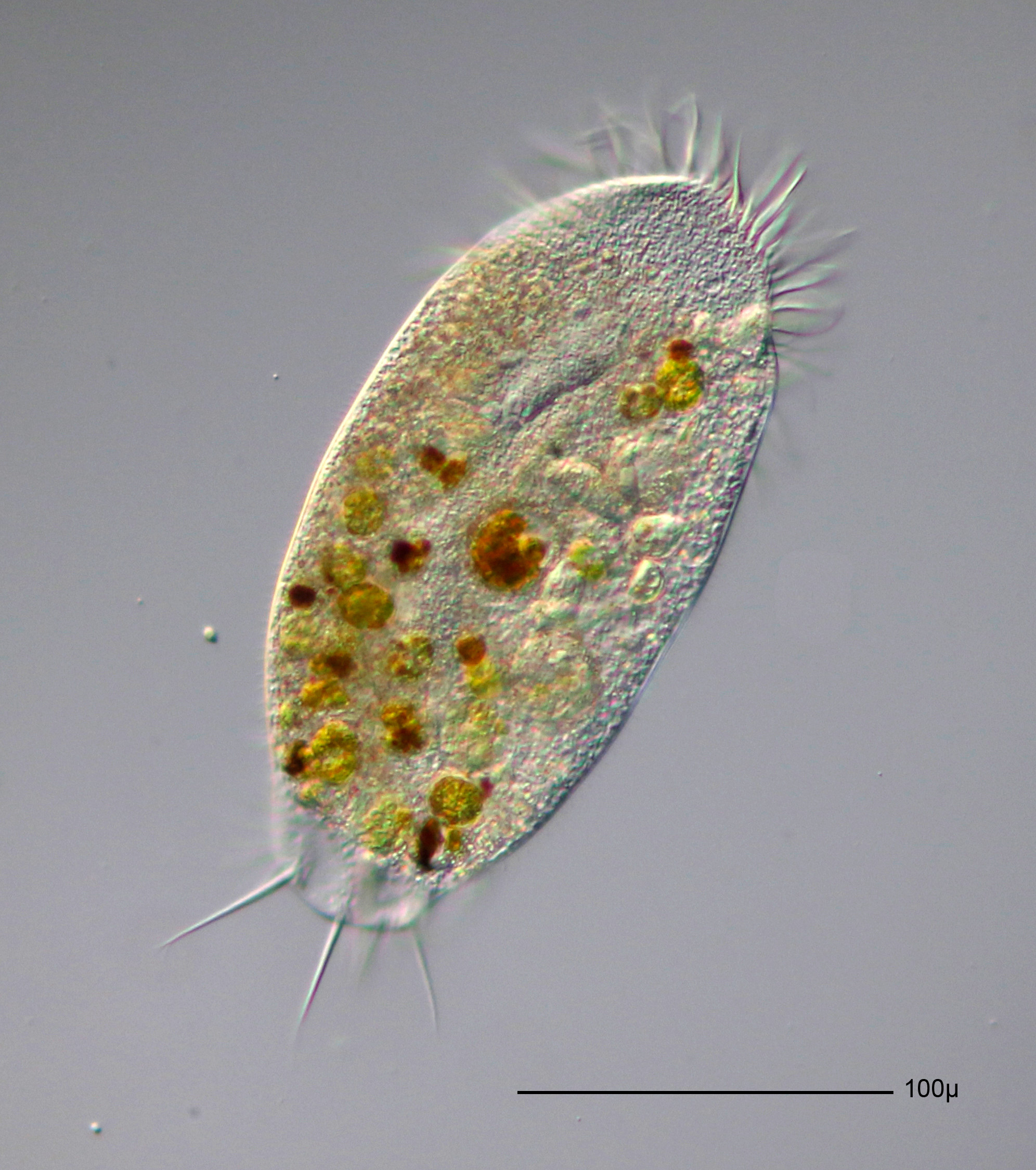
Stylonychia putrina
- Stylonychia en train de manger (formation de la vacuole)
- Stylonychia développant une seconde bouche (stomatogenèse, avant la division cellulaire)